# Dota: Dragon's Blood
Dota: Dragon's Blood är en animerad high fantasy-TV-serie. Serien är baserad på Dota 2, ett MOBA-spel från 2013 som utvecklades och publicerades av Valve. Serien är producerad av Studio Mir i samarbete med Ashley Edward Millers företag Kaiju Boulevard och animerad av Production Reve. Serien hade premiär på Netflix den 25 mars 2021. Dragon's Blood presenteras i en stil som kombinerar anime med västerländsk animation. En andra säsong är bekräftad.

## Handling
Serien äger rum i en fantasivärld av magi och mystik. I serien följer vi en Dragon Knight, Davion som jagar och dödar drakar för att göra världen till en säkrare plats.  I en kamp mellan demoner och drakar slår en äldre drake samman sin själ med Davion. Tillsammans med en månprinsessan Mirana fortsätter Davion en resa för att stoppa demonen Terrorblade som vill döda alla drakar och samla deras själar. Karaktärerna är baserade på hjältarna med samma namn i spelet Dota 2.

## Röster
- Yuri Lowenthal som Davion.[8]
- Lara Pulver som Prinsessan Mirana.[8]
- Tony Todd som Slyrak.[8]
- Troy Baker som Invoker.[8]
- Josh Keaton som Bram.[9]
- Kari Wahlgren som Luna.[8]
- Alix Wilton Regan som Selemene.[8]
- Freya Tingley som Fymryn.[8]
- Stephanie Jacobsen som Drysi.[8]
- Anson Mount som Kaden.[8]
- JB Blanc som Terroblade.[10]

## Produktion
Netflix offentliggjorde den 17 februari 2021 att serien var under produktion. Serien är ett gemensamt samarbete mellan den sydkoreanska studion Mir och det amerikanska företaget Kaiju Boulevard. Sydkoreanska studion Production Reve tillhandahåller animeringstjänsterna för serien.

## Premiär
Dota: Dragon's Blood debuterade den 25 mars 2021 på Netflix.  En teaser-trailer släpptes den 19 februari, följt av en fullständig trailer den 1 mars.  En reklamfilm med titeln "Basshunter Dota Revival" släpptes på YouTube vid sidan av tv-seriens debut.  I den sjunger den svenske musikern Basshunter "Vi sitter i Ventrilo och spelar DotA" medan han spelar Dota 2, med scener från Dragon's Blood som visas däremellan i musikvideon.

## Recensioner
Recensionssidan Rotten Tomatoes har 12 omdömen där 75% av recensionerna är positiva, med ett genomsnittligt betyg på 7,60 / 10. På IMDB har serien betyget 8,00 / 10 baserat på över 13 000 recensioner.